# Kareyce Fotso
Pour les articles homonymes, voir Fotso.
Kareyce Fotso, née le 1er février 1979 à Bandjoun (Cameroun), est une musicienne, chanteuse et auteure-compositrice-interprète camerounaise,. Issue d'une famille bamiléké de Yaoundé, ses premières langues sont l'ewondo, la langue du quartier, et le ghomalaʼ, langue de sa parenté. Éduquée au milieu d'un brassage culturel où se mélangent de multiples ethnies camerounaises et d'Afrique centrale, elle se définit comme culturellement métisse.

## Biographie
Kareyce Fotso née dans une famille de Bandjoun dans la région de l'Ouest du Cameroun en pays Bamiléké, grandit au quartier populaire et cosmopolite Beti de Mvog-Ada à Yaoundé. Sa mère vendeuse tenant une boutique Bayam-sellam, la confie aux grands mères bétis. Dès son enfance, elle est remarquée pour ses prestations dans les concerts scolaires.

### Éducation
Elle obtient le baccalauréat en 1996, puis sort diplômée en biochimie de l'université de Yaoundé I conformément aux souhaits parentaux. Kareyce attirée par la création artistique s'oriente vers le cinéma et obtient un BTS en audiovisuel et photographie à l'Institut Siantou Supérieur.
Parallèlement à ses études, elle chante dans les cabarets de Yaoundé, elle est engagée comme choriste du Korongo Jam avec Erik Aliana et aussi pour Sally Nyolo.
Au théâtre, elle révèle ses talents de comédienne, dans Le monologue de la réfugiée, mis en scène par Annie Tchawack pour lequel elle reçoit le Prix des Scènes du théâtre francophone en avril 2009. Elle s'engage dans une tournée théâtrale en Afrique avec Thierry Ntamack et la Compagnie Anoora de Yaya Mbilé.

### Carrière
En 2009, elle obtient le « Visa pour la création » de Culturesfrance (Institut français). En septembre, elle représente le Cameroun aux Jeux de la Francophonie et à la première commémoration de la fin l’esclavage aux Nations unies. En novembre, elle dévoile son premier album Mulato qui sera finaliste du Prix découvertes RFI. En solo, elle participa au Festival Sukiyaki au Japon.
En 2010, Kareyce travaille avec l’agence Contre-Jour et entame une carrière de tournées internationales. Elle se produit au festival Musique métisse à Angoulême, au Rudolfstatd Festival... En 2011, elle participe à des concerts avec le griot malien Habib Koité & Guests, notamment au club de jazz Moods de Zurich. Elle se produit sur plusieurs scènes avec comme choriste  la chanteuse Taty Eyong.
En 2012-2013, elle joue, dans le cadre d'Acoustic Africa – Women Voices, avec Dobet Gnahoré & Manou Gallo, puis pour le festival Only French en mai 2013 à Dakar, et en novembre à Paris à La Boule noire.
Le 20 mai 2014, jour de la fête nationale de l'unité du Cameroun, elle lance officiellement l'album Mokte (du ghomala : Croire), constitué de 12 titres chantés en huit langues camerounaises, dont Kowadi (du fulfuldé : pourquoi), Ndolo (du douala : mon amour). Elle se produit en cette période en duo accompagnée par le guitariste Fabien Degryse. Elle forme un duo avec Annie Anzouer pour chanter un hommage à la famille et au rôle de la mère : Pie kung'ho (du ghomala' : nous t'aimons).
Depuis 2017, elle est ambassadrice des Jeux de la Francophonie.
En juin 2018, elle participe au Kenako Afrika Festival à Berlin, elle sort une chanson titrée On va jurer, en collaboration avec l'artiste haïtien Jean Jean Roosevelt. En 2019, elle participe à la conférence internationale organisée par l’Organisation internationale de la Francophonie et ses partenaires, les 18 et 19 juin à N'Djamena, sur l’éducation des filles et la formation des femmes dans l’espace francophone : défis, bonnes pratiques et pistes d’actions.
Le 10 décembre 2020, après 5 ans de travail sur le concept, elle lance un pont entre tradition et modernité avec le single intitulé Poyou, ce qui traduit du ghomala en français signifie Écoutez ou À votre attention.
En octobre 2023, elle lance le projet "heroes of freedom"; un projet qui vise à rendre hommage aux hommes et femmes qui ont lutté pour la libération du Cameroun. Le projet a été lancé via la chanson "heroes of freedom" en duo avec l'artiste Salatiel. Par la suite, une série de documentaires sur les figures marquantes de l'Histoire du Cameroun a été diffusée ( Um Nyobé, Ernest Ouandié etc.)

### Style musical
Sur scène, Kareyce Fotso joue de son allure naturelle, authentique, posée et respectable pour entonner des mélodies accompagnées par sa guitare. Sa voix, au rythme plus soutenu, bascule dans une Afrique traditionnelle. Elle danse ou s’accompagne d’un tambour de bois.

## Discographie

### Collaborations
- 2021 : Ke Lomo Sim, avec André-Marie Tala
- 2021 : Nyama acoustique, avec Aveiro Djess
- 2018 : Viens avec moi, avec Jean Jean Roosevelt
- 2014 : Pie kung'ho, avec Annie Anzouer
- 2024 : Manger ensemble avec Xzafrane[11].

### Prix et récompenses
- 2009 : Prix Jeanne Abanda, de la meilleure comédienne des Scènes du théâtre francophone[12].
- 2009 : Médaille d'argent de la chanson aux 6e Jeux de la Francophonie à Beyrouth
- 2009 : Finaliste du prix découvertes RFI, le 25 novembre 2009 à Lomé au Togo.

## Distinctions
- Chevalier de l'ordre de la Valeur du Cameroun en 2017[13].